# Регенгу-ду-Фетал
Регенгу-ду-Фетал (порт. Reguengo do Fetal) — район (фрегезия) в Португалии, входит в округ Лейрия. Является составной частью муниципалитета Баталья. По старому административному делению входил в провинцию Бейра-Литорал. Входит в экономико-статистический субрегион Пиньял-Литорал, который входит в Центральный регион. Население составляет 2358 человек на 2001 год. Занимает площадь 29,04 км².